# Grootvorst
Grootvorst, vrouwelijk grootvorstin, (Latijn: Magnus Princeps; Russisch: Великий князь, Veliki knjaz; Duits: Großfürst, Fins: Suuriruhtinas) is een titel lager in rang dan keizer, tsaar of koning, maar hoger dan soeverein vorst, prins of knjaz. In het latere keizerrijk Rusland was een "grootvorst" slechts lid van de Russische keizerlijke familie. In het Nederlands wordt de titel – onder invloed van het Engels – ook verward met groothertog.

## Soevereine grootvorsten
Deze titel was de aanduiding voor de soeverein van een grootvorstendom, maar wordt tegenwoordig niet langer gebruikt. De laatste grootvorstendommen verdwenen in 1917 en 1918, toen deze werden opgenomen in andere landen of republieken werden. Tegen die tijd waren die grootvorstendommen als Litouwen, Transsylvanië en Finland al eeuwen onderdeel van grotere monarchieën. De laatste soeverein van een onafhankelijk land die de titel grootvorst droeg was Ivan IV de Verschrikkelijke in de 16e eeuw, totdat hij in 1547 de titel tsaar van Rusland  ging dragen.
In de middeleeuwen golden de grootvorsten slechts als primus inter pares binnen een dynastie. De andere vorsten waren allen eventuele opvolgers. Meestal regeerden andere vorsten over een gedeelte van het land. De titel veliki knjaz (grote vorst) werd onder andere gedragen door de heersers van het Kievse Rijk en leiders van de dynastie der Ruriken. In eerste instantie was dat de vorst van Kiev; in de 13e eeuw waren dat de vorsten van Vladimir. Later kwamen daar nog andere grootvorsten bij, zoals die van Moskou, Tver, Jaroslavl, Rjazan, Smolensk, enzovoort. Vanaf 1328 gold de grootvorst van Moskou als heerser over geheel Rusland. In later tijd was de tsaar van Rusland onder meer grootvorst van Litouwen en Finland.

## Adel
Veliki knjaz was ook de titel voor leden van de Russische keizerlijke familie. Deze grootvorsten van Rusland waren echter geen soeverein.
De titel veliki knjaz werd geformaliseerd door Alexander III van Rusland en werd gegeven aan de zonen en kleinzonen van de tsaren van Rusland. De dochters en kleindochters ontvingen de vrouwelijke vorm: velikaja knjaginja.
In de 19e eeuw werd de titel door steeds meer mensen gedragen vanwege de steeds grotere kinderschare van de nazaten van de tsaar.
Nicolaas II heeft tegen het einde van zijn regering nog maatregelen genomen om het aantal grootvorsten te beperken. Hij bepaalde dat verre verwanten van de tsaar niet langer automatisch grootvorst zouden zijn.
baljuw · baron · dictator · doge · emir · farao · graaf · groothertog · grootvizier · grootvorst · heer · hertog · jonker · kalief · kan · keizer · koning · landgraaf · landsheer · landvoogd · maharadja · markies · monarch · paltsgraaf · paus · president · prins-bisschop · regent · sjah · sjeik · staatshoofd · sultan · tenno · tsaar · vizier · vorst · vorst-aartsbisschop